# L'Étoile (journal franco-américain)
Pour les articles homonymes, voir Étoile (homonymie).
Ne doit pas être confondu avec L'Étoile (journal acadien).
L'Étoile était un hebdomadaire de langue française de Lowell (Massachusetts). Il s'adressait aux Canadiens français émigrés dans la région et à leurs descendants. 
Le premier numéro est paru le 16 septembre 1886, et le dernier, le 7 avril 1899.
Avec L'Opinion publique, c'était l'un des deux seuls journaux franco-américains appuyant le mouvement « sentinelliste », qui prônait l'attachement aux racines canadiennes françaises par la reproduction et la préservation des structures sociales et religieuses du Québec.